# Пјаца Рома (Напуљ)
Пјаца Рома (итал. Piazza Roma) је насеље у Италији у округу Напуљ, региону Кампанија.
Према процени из 2011. у насељу је живело 4232 становника. Насеље се налази на надморској висини од 337 м.